# Kevin Hartman
Kevin Eugene Hartman (født 25. maj 1974 i Athens, Ohio, USA) er en tidligere amerikansk fodboldspiller (målmand).
Han spillede hele sin professionelle karriere, fra 1997 til 2013, i den bedste amerikanske liga Major League Soccer. Længst tid tilbragte han hos Los Angeles Galaxy, hvor han spillede ti sæsoner og var med til at vinde det amerikanske mesterskab i både 2002 og 2005. Hans præstationer skaffede ham i 1999 titlen Årets Målmand i MLS.

## Landshold
Hartman spillede desuden fem kampe for USA's landshold. Hans debutkamp var et opgør mod Jamaica 8. september 1999.